# Larisa (mjesec)
Larisa (također Neptun VII) je prirodni satelit planeta Neptun, iz grupe pravilnih satelita, s dimnezijama 216×204×168 kilometara i orbitalnim periodom od 0.55465332 ± 0.00000001 dana.